# Salzachdurchbruch

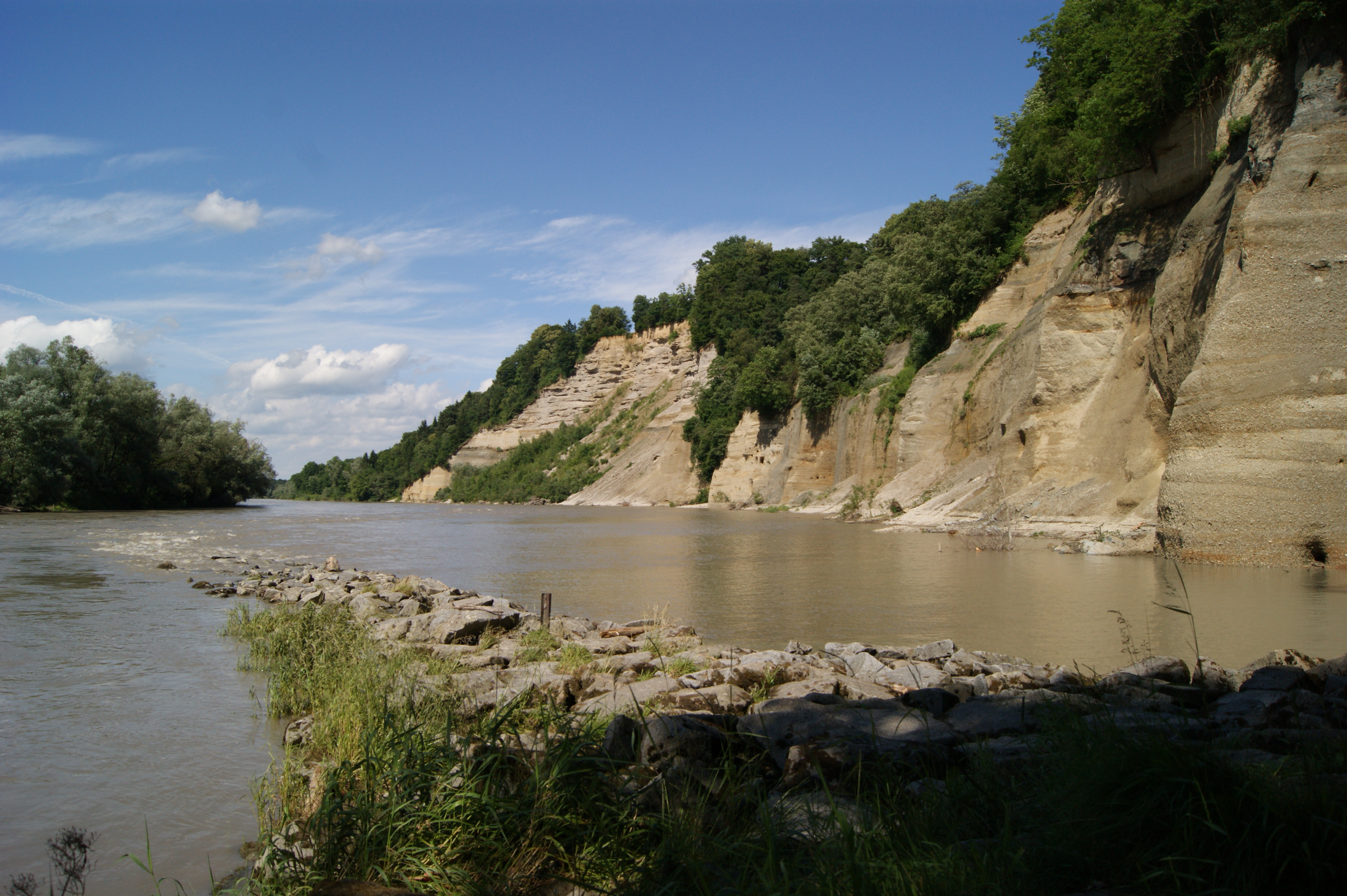
Salzachdurchbruch, im Vordergrund der Steindamm, 2012

Der Salzachdurchbruch beschreibt einen Sedimentaufschluss am Ufer der Salzach.
Er befindet sich in Oberösterreich, Bezirk Braunau, Gemeinde Hochburg-Ach bei Flusskilometer: Salzach 11,3 km. Die Salzach hat sich dort nach der letzten Eiszeit etwa 70 Meter tief in den Flinzsand eingegraben und einen Steilhang mit zahlreichen Höhlen hinterlassen, in denen die seltene Äskulapnatter, Dohlen, Fledermäuse und Uhus leben. Die Höhlenwände zeugen von 4 Millionen Jahren Erdgeschichte, fossile Blattabdrücke und Braunkohlen-Flöze sind Relikte vergangener Sumpfwälder
Im Jahr 1923 wurden nach einem gewaltigen Hochwasser künstliche Uferbauten geschaffen, die die Strömung des Flusses regulieren sollen. Dazu dient auch der Damm aus Granitsteinen in der Flussmitte, der im Volksmund „Hund“ oder „Wolf“ genannt wird. Der Damm soll verhindern, dass der Steilhang durch die Strömung abgetragen wird.